# لزلی فیلیپس
لزلی فیلیپس CBE (به انگلیسی: Leslie Samuel Phillips) (زاده ۲۰ آوریل ۱۹۲۴ – درگذشته ۷ نوامبر ۲۰۲۲) بازیگر انگلیسی بود.
از فیلم‌های معروف او می‌توان به بازی در فیلم شغال و صداپیشگی کلاه گروهبندی در فیلم‌های هری پاتر و سنگ جادو، رسوایی، چرچیل: سال‌های هالیوود و هری پاتر و تالار اسرار نام برد.

## مرگ
فیلیپس در سن ۹۰ سالگی به فاصله شش ماه دو سکته مغزی را متحمل شد. او پس از یک بیماری طولانی، در ۷ نوامبر ۲۰۲۲ در سن ۹۸ سالگی در خانه در لندن درگذشت.